# アップフロントトレンド
株式会社アップフロントトレンドは、東京都港区に本社を置くアップフロントグループの芸能事務所。

## 概要
2007年7月に設立したアップフロントスタイルが前身だが、2011年7月に同社の全事業をスタイルキューブに譲渡したため、アップフロントグループが新たに業態転換した会社である。
主に声優の育成・マネジメントなどを行っている。
なお、同じアップフロントグループの会社であるキッズネットでも声優の育成・マネジメントを行っているが、所属している7人をアップフロントトレンドに移籍するかは現在のところ未定である。

## 現在の所属タレント
- 楠本柊生 - アップフロントスタイルより移籍。